# Matthew Arkin
Matthew Arkin (ur. 21 marca 1960 w Brooklynie w Nowym Jorku) – amerykański aktor filmowy i telewizyjny. Syn Jeremy Yaffe i aktora Alana Arkina, młodszy brat Adama Arkina.

## Filmografia

### filmy fabularne
- 1978: Niezamężna kobieta jako Phil
- 1994: Małolat jako dziennikarz
- 1997: Kłamca, kłamca jako kolega
- 2007: Margot jedzie na ślub jako Alan

### seriale TV
- 1975: Kojak jako Tony Cur
- 1991: Prawo i bezprawie jako dr Feldman
- 1993: Prawo i bezprawie jako dr Philip Vine
- 1994: Wszystkie moje dzieci jako dr Warren
- 1997: Prawdziwe przygody Jonny’ego Questa jako Petrov / Sentry (głos)
- 1997: Gorączka w mieście jako Chuck Lauren
- 1999: Prawo i porządek: sekcja specjalna jako brat i prawnik Marka Danielsa
- 1999: Prawo i bezprawie jako Harry Kozinsky
- 2000: Nie ma sprawy jako klient
- 2001: Prawo i bezprawie jako Corey Kaufman
- 2003: Prawo i porządek: Zbrodniczy zamiar jako Ben Gergis
- 2004: Wołanie o pomoc jako dr Thompkins
- 2004: Brygada ratunkowa jako lekarz
- 2006: Prawo i porządek: sekcja specjalna jako Barry Carlisle
- 2007: Wszystkie moje dzieci jako dr Norton
- 2013: Switched at Birth jako Pan Reynolds
- 2014: Agenci NCIS jako dr Graham Novak
- 2014: Weronika Mars jako lekarz
- 2018: Hawaii Five-0 jako Michael Pope
- 2018: Dorwać małego jako Clive Bernhardt